# تلمبة شمارة دو (كوه بنج)
تلمبة شمارة دو (بالإنجليزية: Tolombeh-ye Samareh-ye Do)‏ هي مستوطنة تقع في إيران في كرمان.